# Rajd Koszyce 2010
36. Rally Košice – 36. edycja Rajdu Koszyc. Był to rajd samochodowy rozgrywany od 16 do 18 września 2010 roku. Bazą rajdu było miasto Koszyce. Była to siódma runda Rajdowych Samochodowych Mistrzostw Polski w roku 2010. Rajd składał się z dwunastu odcinków specjalnych.

## Wyniki końcowe rajdu[1]
| Miejsce | Kierowca             | Pilot             | Samochód                  | Czas      | Strata   | Grupa Klasa | Punkty |
| ------- | -------------------- | ----------------- | ------------------------- | --------- | -------- | ----------- | ------ |
| 1       | Bryan Bouffier       | Xavier Panseri    | Peugeot 207 S2000         | 1:33:00.7 | –        | S2000       | 42     |
| 2       | Jozef Béreš jun.     | Róbert Müller     | Škoda Fabia S2000         | 1:33:34.7 | +34.0    | S2000       | 33     |
| 3       | Kajetan Kajetanowicz | Jarosław Baran    | Subaru Impreza TMR 10     | 1:33:38.2 | +37.5    | N4          | 28     |
| 4       | Michał Sołowow       | Maciej Baran      | Ford Fiesta S2000         | 1:33:46.8 | +46.1    | S2000       | 28     |
| 5       | Tomasz Kuchar        | Daniel Dymurski   | Peugeot 207 S2000         | 1:34:16.0 | +1:15.3  | S2000       | 22     |
| 6       | Grzegorz Grzyb       | Przemyslaw Zawada | Škoda Fabia S2000         | 1:36:13.9 | +3:13.2  | S2000       | 15     |
| 7       | Igor Drotár          | Vladimír Bánoci   | Škoda Fabia WRC           | 1:36:46.4 | +3:45.7  | A8          | *      |
| 8       | Jaroslav Melichárek  | Richard Lasevič   | Mitsubishi Lancer WRC 05  | 1:37:52.0 | +4:51.3  | A8          | *      |
| 9       | István Pethő sen.    | Igor Bacigál      | Subaru Impreza WRC S7 '01 | 1:38:59.5 | +5:58.8  | A8          | *      |
| 10      | Maciej Rzeźnik       | Przemysław Mazur  | Škoda Fabia S2000         | 1:42:02.5 | +9:01.8  | S2000       | 10     |
| 11      | Kamil Butruk         | Maciej Wilk       | Mitsubishi Lancer Evo IX  | 1:44:10.7 | +11:10.0 | N4          | 6      |
| ...     | ...                  | ...               | ...                       | ...       | ...      | ...         | ...    |
| 13      | Jan Chmielewski      | Robert Hundla     | Citroën C2 R2 Max         | 1:45:11.1 | +12:10.4 | R           | 3      |
| 14      | Jurij Protasow       | Adrian Aftanaziv  | Mitsubishi Lancer Evo IX  | 1:45:29.7 | +12:29.0 | N4          | 5      |

1. 1 2 3  Nieliczony w klasyfikacji RSMP